# Louda Ben Salah-Cazanas
Louda Ben Salah-Cazanas, nascuda el 1988, és un director de cinema i guionista francos-tunisià.

## Biografia
Louda Ben Salah-Cazanas va néixer l'any 1988. El seu pare és tunisià i la seva mare és francesa, va créixer a Lió on va estudiar ciències polítiques. Després d'una pràctica al departament de cultura del diari Libération, Ben Salah-Cazanas va començar a fer pel·lícules. El seu primer llargmetratge, Le Monde après nous, s'estrena mundialment a la secció Panorama del 71è Festival Internacional de Cinema de Berlín el juny de 2021 i s'estrena als cinemes francesos l'abril de 2022.
Quan es va casar, Louda Ben Salah-Cazanas va prendre el cognom de la seva esposa.

## Filmografia
- 2013 : Beau(x) regard(s) (curtmetratge)
- 2015 : #pouralex (curtmetratge)
- 2018 : Genève (curtmetratge)
- 2021 : Le Monde après nous

## Premis i distincions
- Crossing Europe 2021: nominació a la millor pel·lícula de ficció (Le Monde après nous)[6]
- Festival Internacional de Cinema de Belgrad 2022: guardonat amb el Premi Focus (Le Monde après nous)[7]
- XXXVI edició de la Mostra de València: Palmera de Plata a la millor pel·lícula (Le Monde après nous)[8]